# Panorpa aurea
Panorpa aurea är en näbbsländeart som beskrevs av Cheng 1957. Panorpa aurea ingår i släktet Panorpa och familjen skorpionsländor. Inga underarter finns listade i Catalogue of Life.